# Велика Лука (Словаччина)
Велика Лука (словац. Veľká Lúka, угор. Nagyrét) — село, громада в окрузі Зволен, центральна Словаччина. Кадастрова площа громади — 8,53 км². Населення — 725 осіб (за оцінкою на 31 грудня 2017 р.). Протікає річка Лукавіца.
Перша згадка 1281 року.

## Населення
| Рік:            | 1994. | 2004. | 2014.    | 2024.    |
| --------------- | ----- | ----- | -------- | -------- |
| Кількість осіб: | 0     | 429   | 587      | 868      |
| Різниця:        |       | –     | +36,82 % | +47,87 % |

| Рік:            | 2023. | 2024.   |
| --------------- | ----- | ------- |
| Кількість осіб: | 878   | 868     |
| Різниця:        |       | -1,13 % |